# Øvrebø
Øvrebø is een kern en een voormalige gemeente die sinds 1964 grotendeels deel uitmaakt van de gemeente Vennesla in Agder.  Een klein deel van de gemeente werd toegevoegd aan Songdalen. De voormalige gemeente vormt nog een parochie in de Noorse kerk. De parochiekerk dateert uit 1800 en maakt deel uit van het decanaat Otredal binnen het bisdom Agder og Telemark.